# Concepción Picciotto

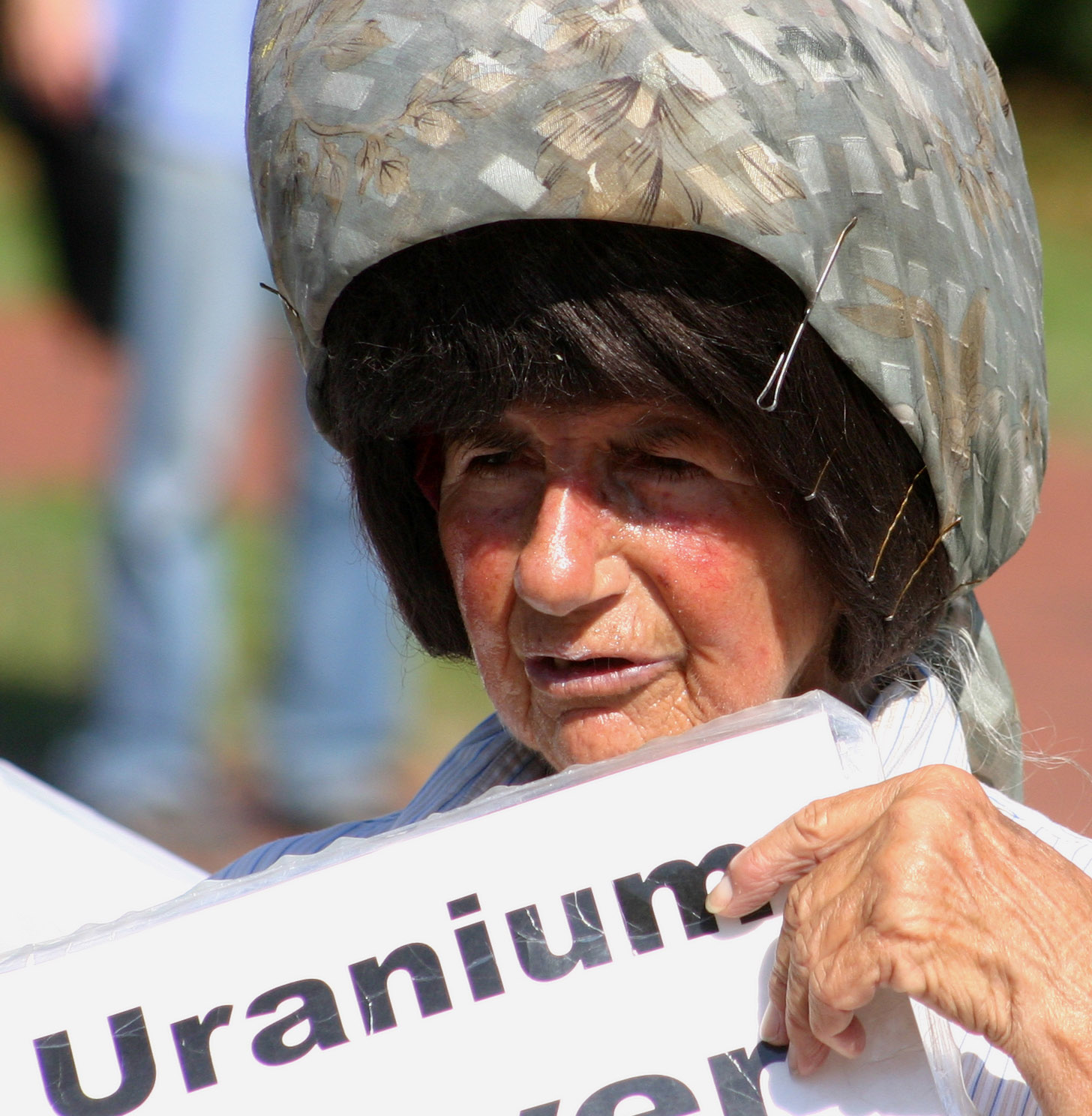
Concepción Picciotto en 2005.

Concepción Picciotto, nascuda com Concepción Martín, i coneguda com a Conchita o Connie (Vigo, 1945 – Washington D. C., 25 de gener de 2016), fou una activista i pacifista gallega que des de l'1 d'agost de 1981 es va manifestar ininterrompudament en Lafayette Square (Washington D. C.), davant de la Casa Blanca en el seu campament de la pau, en protesta per la proliferació de les armes nuclears. Aquest acte és la protesta política més llarga en la història dels Estats Units.
Eleanor Holmes Norton, delegada de Washington DC a la Cambra de Representants, ha assenyalat que moltes de les reivindicacions de Picciotto es van complir durant la seva protesta, incloent una reducció en la proliferació atòmica.

## Biografia
Concepción va néixer a Vigo (Espanya) i va emigrar als Estats Units als 18 anys. Durant els primers anys als Estats Units va treballar en el consolat espanyol de Nova York. Durant la seva estada a Nova York es va enamorar d'un home de negocis italià i es va casar amb ell als 21 anys, adoptant el seu cognom, Picciotto. Amb aquest home va tenir una filla, però el 1974 es varen divorciar i després d'una batalla legal Concepción va perdre la custòdia de la filla, a més de la casa i el treball en el consolat. A partir de llavors va començar una lluita per recuperar la custòdia de la filla, que es va acabar transformant en una batalla contra el sistema legal estatunidenc i, finalment, en una protesta contra el govern dels Estats Units.
El 23 de gener de 1981, influenciada per l'activista William Thomas (mort en 2009), Concepción Picciotto comença la seva protesta en la vorera situada al costat de la tanca de la Casa Blanca, davant del número 1600 de Pennsylvania Avenue. La seva protesta s'inicia per la nova legislació sobre el Servei de Parcs Nacionals dels Estats Units. Més tard, intensificà les seves protestes durant les desfilades organitzades al voltant de la Casa Blanca. A causa d'aquestes protestes Concepción va ser condemnada a 90 dies de presó.
Concepción Picciotto va residir a la Casa de la Pau a Washington D.C. al costat d'altres activistes i pacifistes; aquest habitatge va ser heretat per l'activista i pacifista Ellen Thomas quan va morir el seu marit William Thomas. A la Casa de la Pau, coneguda també com a Occupy Peace House o Ambaixada dels Pobles, resideixen activistes polítics i pacifistes; en l'actualitat l'habitatge funciona com una llar d'acolliment per a activistes i pacifistes (tant nord-americans com de la resta del món).

## Aparicions en documentals
Concepción Picciotto va aparèixer l'any 2004 en el documental de Michael Moore Fahrenheit 9/11, així com en el fals documental Ruta 66.
Concepción també apareix en un documental realitzat per Al Jazeera anomenat The Oracles of Pennsylvania Avenue, on es relata la vida dels activistes Concepción Picciotto, William Thomas, Ellen Thomas i Norman Mayer.